# Meconopsis punicea
Meconopsis punicea là một loài thực vật có hoa trong họ Anh túc. Loài này được Maxim. mô tả khoa học đầu tiên năm 1889.